# Little Red Corvette
Little Red Corvette è un singolo del cantante e musicista statunitense Prince, pubblicato il 9 febbraio 1983 dalla Warner Bros. Records ed estratto dall'album 1999.
All'epoca fu la sua più grande hit e la sua prima canzone a raggiungere la top 10 negli USA, arrivando al 6º posto nella classifica Billboard Hot 100. Più tardi fu commercializzata anche una versione con 1999 come doppio lato A che raggiunse il secondo posto nel Regno Unito nel gennaio 1985. La rivista Rolling Stone la classifica alla posizione numero 108 nella propria lista delle migliori 500 canzoni.

## Descrizione
La canzone combina suoni di una drum machine e di un sintetizzatore con cori rock. La seconda voce è di Lisa Coleman. Il testo parla di storia da una notte con una ragazza bellissima ma ambigua.

## Video musicale
Il video Little Red Corvette fu diretto da Brian Greenberg e fu reso pubblico nel febbraio 1983. Fu uno dei primi video musicali di un artista nero ad avere una regolare riproduzione su MTV; Prince arrivò subito dopo Michael Jackson con Billie Jean ad abbattere la color barrier ("barriera del colore [della pelle]") che teneva gli artisti afroamericani fuori da MTV.

## Tracce
Della canzone fu pubblicata una versione dance remix 12". Il disco singolo originale statunitense a 7", ebbe come B-side All The Critics Love U In New York, mentre la versione per il mercato inglese includeva Lady Cab Driver oppure Horny Toad. Sempre nel Regno Unito, varie versioni del singolo 12" ebbero altre B-side: Automatic e International Lover, oppure Horny Toad e D.M.S.R..

## Classifiche

### Classifiche settimanali
| Classifica (1983)             | Posizione massima |
| ----------------------------- | ----------------- |
| Australia                     | 8                 |
| Canada                        | 14                |
| Nuova Zelanda                 | 12                |
| Regno Unito                   | 54                |
| Stati Uniti                   | 6                 |
| Stati Uniti (mainstream rock) | 17                |
| Stati Uniti (R&B)             | 11                |
| Classifica (1985)             | Posizione massima |
| Irlanda (con 1999)            | 3                 |
| Regno Unito (con 1999)        | 2                 |
| Classifica (2016)             | Posizione massima |
| Stati Uniti (rock)            | 4                 |

### Classifiche di fine anno
| Classifica (1983)      | Posizione |
| ---------------------- | --------- |
| Stati Uniti            | 25        |
| Classifica (1985)      | Posizione |
| Regno Unito (con 1999) | 30        |
| Classifica (2016)      | Posizione |
| Stati Uniti (rock)     | 32        |